# جيريمي كلارك (لاعب كرة قدم أمريكية)
جيريمي كلارك (بالإنجليزية: Jeremy Clark)‏ هو لاعب كرة قدم أمريكية أمريكي، ولد في 6 سبتمبر 1983 في ديفني في الولايات المتحدة.

## وصلات خارجية
- جيريمي كلارك على موقع مرجع كرة القدم المحترفة.كوم (الإنجليزية)